# Arquidiócesis de Barquisimeto
La arquidiócesis de Barquisimeto (en latín: Archidioecesis Barquisimetensis) es una circunscripción eclesiástica de la Iglesia católica en Venezuela. Se trata de una arquidiócesis latina, sede metropolitana de la provincia eclesiástica de Barquisimeto. Desde el 28 de junio de 2024 su arzobispo es Polito Rodríguez Méndez.

## Territorio y organización

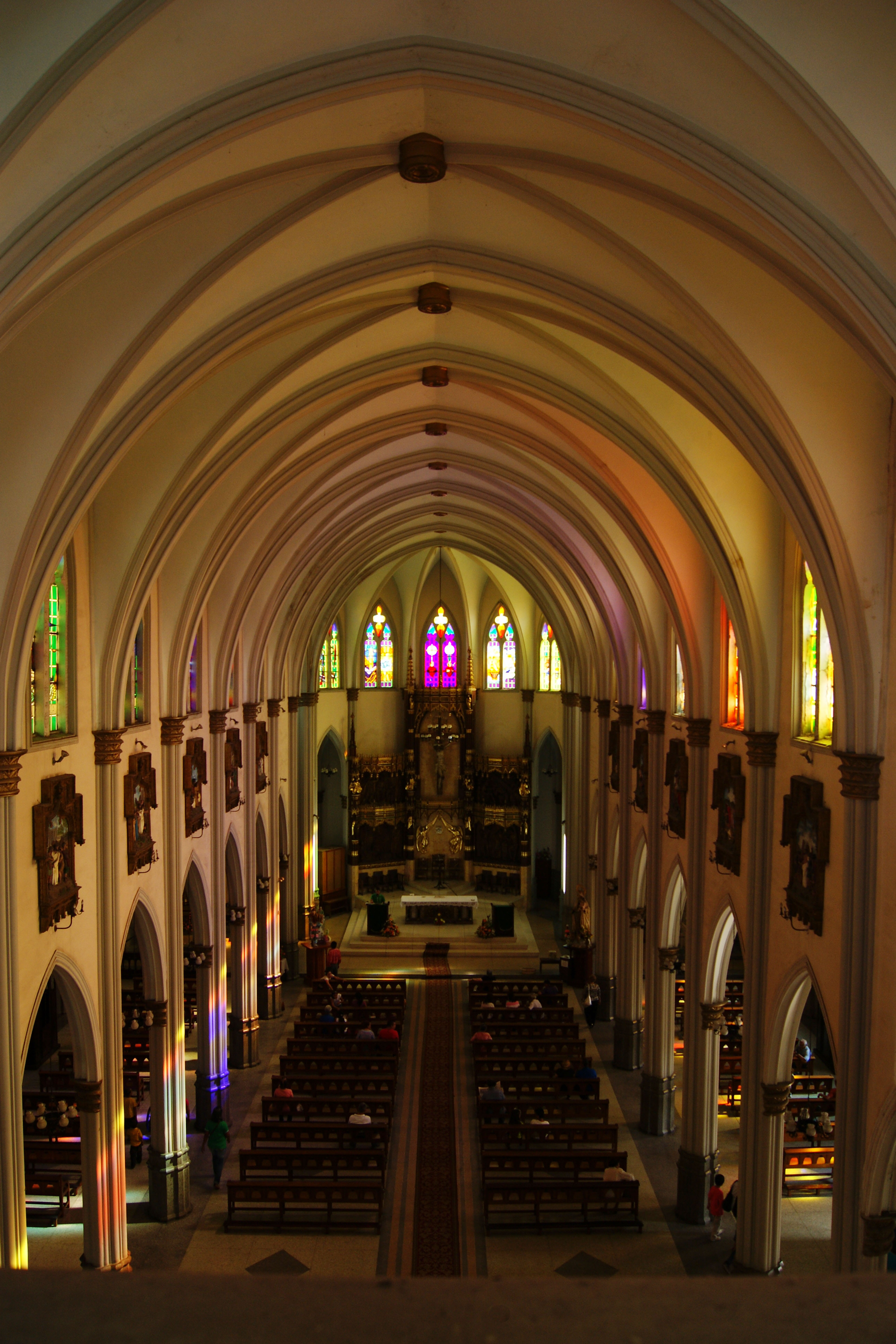
Basílica del Santo Cristo de la Gracia, en Barquisimeto

La arquidiócesis tiene 8590 km² y extiende su jurisdicción sobre los fieles católicos de rito latino residentes en 6 municipios del estado Lara: Iribarren, Palavecino, Jiménez, Andrés Eloy Blanco, Crespo y Simón Planas.

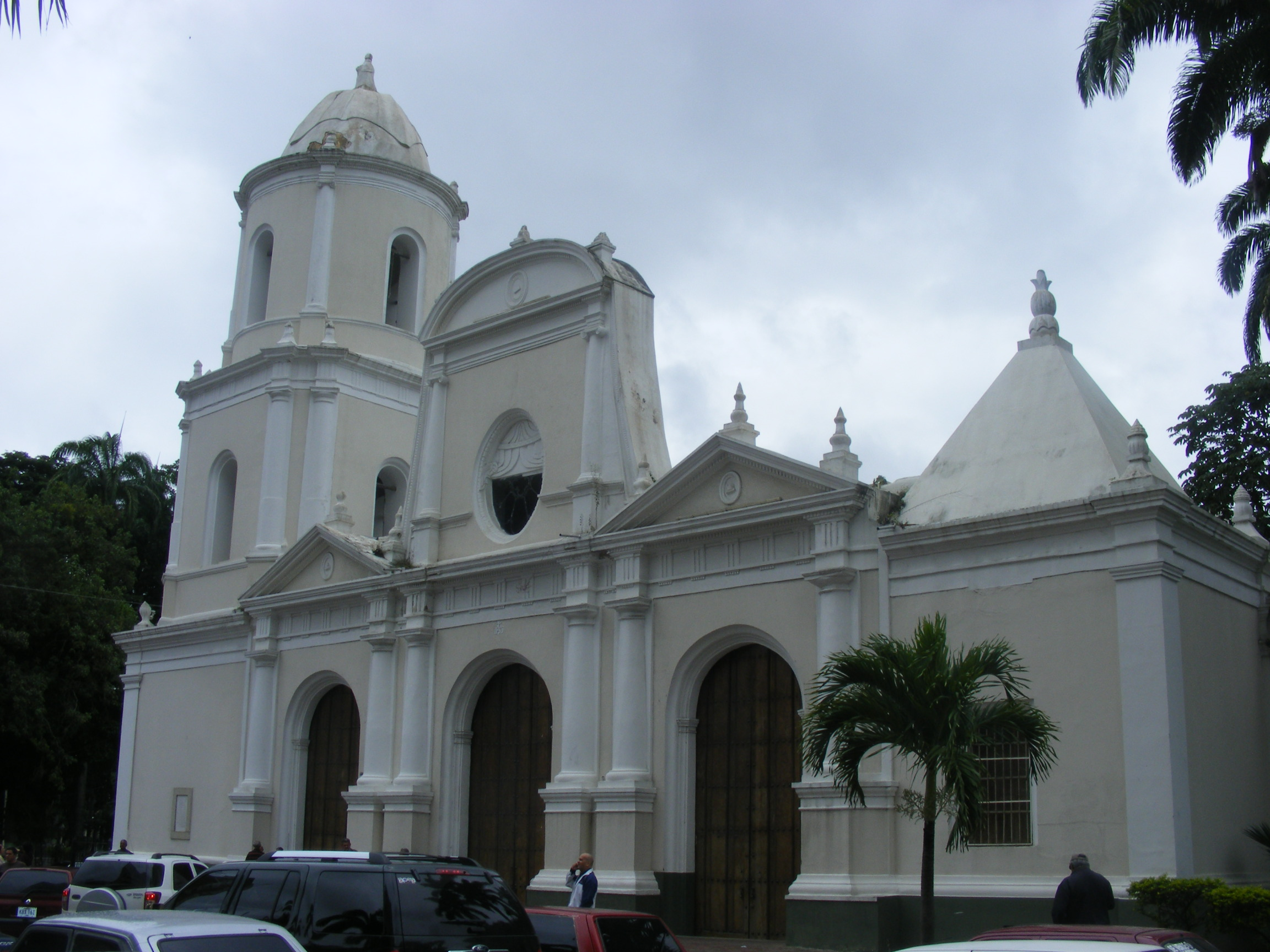
Iglesia de la Inmaculada Concepción, en Barquisimeto

La sede de la arquidiócesis se encuentra en la ciudad de Barquisimeto, en donde se halla la Catedral de Nuestra Señora del Carmen y la basílica del Santo Cristo de la Gracia.
La arquidiócesis tiene como sufragáneas a las diócesis de Acarigua-Araure, Carora, Guanare y San Felipe.
En 2023 en la arquidiócesis existían 98 parroquias agrupadas 13 en arciprestazgos y estos en 4 zonas pastorales: Santísimo Sacramento, Espíritu Santo, Sagrado Corazón de Jesús, Nuestra Señora de Coromoto, Santos Mártires, La Asunción, Santos Apóstoles, Divina Pastora, Santísima Trinidad, San José Obrero, Inmaculada Concepción, Nuestra Señora de Altagracia y El Nazareno.

## Historia
Desde 1831 Barquisimeto ostentaba la categoría de capital de provincia, cuyo ámbito comprendía todos los pueblos que actualmente forman el estado Lara. Además de gran parte de los de Yaracuy. En 1847 el Congreso de Venezuela trató en sesión plenaria la idea de crear una nueva diócesis en el occidente del país con sede en Barquisimeto.
El 4 de mayo de 1847 fue convertida en ley y el 7 de mayo de ese año, fue erigida civilmente la diócesis de Barquisimeto, atípico necesario para su creación canónica, en virtud que así lo instituía el artículo 4 de la ley de patronato eclesiástico.
Largos años tardó la Santa Sede en confirmar canónicamente la diócesis y mientras tanto los ordinarios de Caracas y Mérida continuaban en su antiguo territorio ejerciendo la jurisdicción ordinaria.
En 1861 la Sagrada Congregación Consistorial estaba preparando todo lo relativo a la expedición de la bula. La diócesis de Barquisimeto fue erigida el 7 de marzo de 1863 mediante la bula Ad universam del papa Pío IX, obteniendo el territorio de la diócesis de Mérida (hoy arquidiócesis de Mérida). La bula que erigió la nueva diócesis fijó como catedral la iglesia parroquial de San Francisco. El obispo de Caracas Guevara procedió a la ejecución y en 23 encisos en forma explícita desarrolló el contenido; declaró patrona principal a Nuestra Señora del Carmen y titular de la iglesia catedral. El 16 de diciembre de 1865 fue firmada la ejecutoria de la bula y certificada por el secretario Manuel Antonio Briceño. Originalmente fue sufragánea de la arquidiócesis de Caracas. Al momento de la creación de la nueva diócesis de Barquisimeto o del Occidente, abarcaba el territorio de los actuales estados de Lara, Falcón, Yaracuy, Portuguesa y parte de Cojedes. Tenía 155 parroquias, 22 capellanías, 140 templos y capillas. Con una población de 527 253 habitantes.
El 14 de agosto de 1867 la Sagrada Congregación Consistorial decretó el cambio de la sede de la de Barquisimeto a Coro, por petición del Gobierno de la Federación, y la diócesis tomó el nombre de diócesis de Coro. Fijó como catedral a la iglesia de Santa Ana de Coro mediante la bula Apostolicis Litteris sub Plumbo del papa Pío IX. El 1 de octubre de 1867 el arzobispo de Caracas Silvestre Guevara y Lira ejecutó la bula pontificia. El 22 de junio de 1868 fue nombrado canónicamente el primer obispo Víctor José Díez.
Apetición de los otros estados, el 22 de octubre de 1869 la sede regresó a Barquisimeto como consecuencia del decreto Novam Episcopalem de la Sagrada Congregación Consistorial, retomando su nombre original. El 17 de septiembre de 1870 Víctor José Diez, como delegado del arzobispo de Caracas, ejecutó el decreto y trasladó definitivamente la sede de la diócesis a Barquisimeto y devolvió a la iglesia parroquial de San Francisco el rango de iglesia catedral. 
El 12 de octubre de 1922 cedió una parte de su territorio para la erección de la diócesis de Coro (hoy arquidiócesis de Coro) mediante la bula Ad munus del papa Pío XI.
El 7 de junio de 1954 cedió una parte de su territorio para la erección de la diócesis de Guanare mediante la bula Ex quo tempore del papa Pío XII.
El 30 de abril de 1966 fue elevada al rango de arquidiócesis metropolitana mediante la bula Sedi Apostolicae del papa Pablo VI.
El 7 de octubre de 1966 cedió otra porción de su territorio para la erección de la diócesis de San Felipe mediante la bula Ex quo tempore del papa Pablo VI.
El 25 de julio de 1992 cedió otra porción de su territorio para la erección de la diócesis de Carora mediante la bula Certiori christifidelium del papa Juan Pablo II.

## Estadísticas
Según el Anuario Pontificio 2023 la arquidiócesis tenía a fines de 2022 un total de 2 123 000 fieles bautizados.
| Año                                                                             | Población            | Población | Población      | Sacerdotes | Sacerdotes    | Sacerdotes    | Bautizados por sacerdote | Diáconos permanentes | Religiosos | Religiosos | Parroquias |
| Año                                                                             | Bautizados católicos | Total     | % de católicos | Total      | Clero secular | Clero regular | Bautizados por sacerdote | Diáconos permanentes | Varones    | Mujeres    | Parroquias |
| ------------------------------------------------------------------------------- | -------------------- | --------- | -------------- | ---------- | ------------- | ------------- | ------------------------ | -------------------- | ---------- | ---------- | ---------- |
| 1950                                                                            | 640 000              | 710 000   | 90.1           | 67         | 45            | 22            | 9552                     |                      | 9          | 139        | 50         |
| 1955                                                                            | ?                    | 502 820   | ?              | 82         | 44            | 38            | ?                        |                      | 38         | 80         | 52         |
| 1966                                                                            | 497.650              | 509 478   | 97.7           | 125        | 68            | 57            | 3981                     |                      | 71         | 183        | 57         |
| 1970                                                                            | 565,000              | 580 000   | 97.4           | 78         | 58            | 136           | 4154                     |                      | 68         | 200        | 67         |
| 1976                                                                            | 712.306              | 755 644   | 94.3           | 141        | 79            | 62            | 5051                     | 1                    | 76         | 207        | 73         |
| 1980                                                                            | 800 900              | 836 700   | 95.7           | 148        | 77            | 71            | 5411                     | 2                    | 93         | 255        | 79         |
| 1990                                                                            | 1 194 219            | 1 243 978 | 96.0           | 162        | 87            | 75            | 7371                     | 2                    | 119        | 256        | 90         |
| 1999                                                                            | 1 690 000            | 1 800 000 | 93.9           | 161        | 94            | 67            | 10 496                   | 12                   | 95         | 260        | 79         |
| 2000                                                                            | 1 690 000            | 1 800 000 | 93.9           | 165        | 98            | 67            | 10 242                   | 12                   | 95         | 260        | 79         |
| 2001                                                                            | 1 000                | 1 340 795 | 74.6           | 189        | 111           | 78            | 5291                     | 14                   | 138        | 279        | 80         |
| 2002                                                                            | 1 000                | 1 440 265 | 69.4           | 174        | 103           | 71            | 5747                     | 13                   | 126        | 279        | 83         |
| 2003                                                                            | 1 098 000            | 1 581 121 | 69.4           | 173        | 115           | 58            | 6346                     | 17                   | 80         | 285        | 83         |
| 2004                                                                            | 1 120 102            | 1 720 010 | 65.1           | 180        | 119           | 61            | 6222                     | 19                   | 87         | 245        | 85         |
| 2006                                                                            | 1 142 504            | 1.754 410 | 65.1           | 189        | 124           | 65            | 6044                     | 22                   | 96         | 245        | 83         |
| 2012                                                                            | 1 433 000            | 1 941 000 | 73.8           | 139        | 95            | 44            | 10 309                   | 29                   | 118        | 220        | 90         |
| 2015                                                                            | 1.496 000            | 2 026 000 | 73.8           | 171        | 113           | 58            | 8748                     | 34                   | 138        | 194        | 93         |
| 2018                                                                            | 2 021 860            | 2 141 244 | 94.4           | 155        | 108           | 47            | 13 044                   | 45                   | 121        | 193        | 96         |
| 2020                                                                            | 2 072 800            | 2 195 190 | 94.4           | 155        | 107           | 48            | 13 372                   | 49                   | 221        | 270        | 96         |
| 2022                                                                            | 2 123 000            | 2 248 000 | 94.4           | 157        | 109           | 48            | 13 522                   | 50                   | 209        | 275        | 109        |
| Fuente: Catholic-Hierarchy, que a su vez toma los datos del Anuario Pontificio. |                      |           |                |            |               |               |                          |                      |            |            |            |

## Episcopologio

### Obispos
- Víctor José Díez Navarrete † (22 de junio de 1868-13 de octubre de 1893 falleció)
- Gregorio Rodríguez y Obregón † (21 de mayo de 1894-1901 falleció)
  - Sede vacante (1901-1910)
- Agüedo Felipe Alvarado Liscano † (15 de agosto de 1910-26 de septiembre de 1926 falleció)
- Enrique María Dubuc Moreno † (26 de septiembre de 1926 por sucesión-17 de noviembre de 1947 renunció[nota 1])
- Críspulo Benítez Fontúrvel † (21 de octubre de 1949-30 de abril de 1966 nombrado arzobispo)

### Arzobispos
- Críspulo Benítez Fontúrvel † (30 de abril de 1966-18 de octubre de 1982 retirado)
- Tulio Manuel Chirivella Varela † (18 de octubre de 1982-22 de diciembre de 2007 retirado)
- Antonio José López Castillo † (22 de diciembre de 2007-25 de marzo de 2020 renunció)
  - Sede vacante (2020-2024)[nota 2]
- Polito Rodríguez Méndez, desde el 28 de junio de 2024